# Rafer Alston
Rafer Jamel Alston, també conegut com a Skip To My Lou o Skip 2 My Lou, (nascut el 24 de juliol de 1976 a Queens, Nova York) és un jugador de bàsquet que actualment milita a l'NBA a Orlando Magic.
Alston va créixer a Jamaica, Queens dins de la ciutat de Nova York com a llegenda del bàsquet de carrer, havent rebut els majors honors en aquest aspecte a la seva carrera. Després de passar per Ventura College i Fresno Community College (Junior Colleges ambdós) i un any com a júnior a la Universitat de Fresno State (Califòrnia), Alston va ser triat pels Milwaukee Bucks a la segona ronda del draft de 1998 amb el número 39.
El seu sobrenom Skip To My Lou prové de la seva aventura a la gira nord-americana de bàsquet de carrer, l'"And 1 Mix Tape Tour", i del programa de la cadena televisiva ESPN Street Ball. Va ser el conegut speaker d'And1, Duke Tango, qui li va donar a Rafer Alston el seu sobrenom. És comú veure'l en actes amb els jugadors d'And1, i normalment juga alguns partits als tours que dita marca realitza cada estiu.
Després d'un recent i tumultuós pas pels Toronto Raptors, Alston va ser traspassat als Houston Rockets a canvi del base Mike James el 4 d'octubre de 2005. Encara que Alston era criticat sovint per la seva actitud a Toronto, es creu que l'entrenador dels Rockets Jeff Van Gundy va xerrar amb el seu germà, l'entrenador dels Miami Heat Stan Van Gundy, que va entrenar a Alston durant la temporada 2003-2004, sobre el treball i actitud d'Alston. La reputació de Jeff Van Gundy de dur i d'especialista a treure el millor dels seus jugadors anteriorment considerats problemàtics o temperamentals va permetre a Alston començar una nova etapa a la seva carrera. Ell pateix d'hiperactivitat i també pateix la síndrome d'Asperger.
Alston va ser arrestat el 1998 per presumpta violació. Alston es va declarar innocent el 1997 per acorralar a la seva exnòvia i li va ser imposat un any sencer de serveis a la comunitat. No va completar la sanció i va ser arrestat de nou. Finalment va ser alliberat i va completar la seva pena.
El 19 de febrer de 2009 va ser traspassat als Orlando Magic en un intercanvi a tres bandes.

## Estadístiques

### Temporada regular
| Any     | Equip     | PJ  | PT  | MPP  | %TC  | %3P  | %TL  | RPP | APP | ROB | TPP | PPP  |
| ------- | --------- | --- | --- | ---- | ---- | ---- | ---- | --- | --- | --- | --- | ---- |
| 1999-00 | Milwaukee | 27  | 0   | 13.4 | .284 | .214 | .750 | .9  | 2.6 | .4  | .0  | 2.2  |
| 2000-01 | Milwaukee | 37  | 2   | 7.8  | .357 | .267 | .692 | .8  | 1.8 | .3  | .0  | 2.1  |
| 2001-02 | Milwaukee | 50  | 7   | 12.0 | .346 | .380 | .621 | 1.4 | 2.9 | .6  | .0  | 3.5  |
| 2002-03 | Toronto   | 47  | 4   | 20.9 | .415 | .392 | .685 | 2.3 | 4.1 | .8  | .3  | 7.8  |
| 2003-04 | Miami     | 82  | 28  | 31.5 | .376 | .371 | .769 | 2.8 | 4.5 | 1.4 | .2  | 10.2 |
| 2004-05 | Toronto   | 80  | 78  | 34.0 | .414 | .357 | .740 | 3.5 | 6.4 | 1.5 | .1  | 14.2 |
| 2005-06 | Houston   | 63  | 63  | 38.6 | .379 | .327 | .692 | 4.0 | 6.7 | 1.6 | .2  | 12.1 |
| 2006-07 | Houston   | 82  | 82  | 37.1 | .375 | .363 | .734 | 3.4 | 5.4 | 1.6 | .1  | 13.3 |
| 2007-08 | Houston   | 74  | 74  | 34.1 | .394 | .351 | .715 | 3.5 | 5.3 | 1.3 | .2  | 13.1 |
| Total   |           | 542 | 338 | 28.6 | .386 | .357 | .725 | 2.8 | 4.8 | 1.2 | .1  | 10.1 |

### Playoffs
| Any     | Equip     | PJ | PT | MPP  | %TC  | %3P  | %TL  | RPP | APP | ROB | TPP | PPP  |
| ------- | --------- | -- | -- | ---- | ---- | ---- | ---- | --- | --- | --- | --- | ---- |
| 1999-00 | Milwaukee | 4  | 0  | 4.0  | .000 | .000 | .000 | .0  | .3  | .0  | .0  | .0   |
| 2000-01 | Milwaukee | 5  | 0  | 1.6  | .000 | .000 | .000 | .0  | .2  | .0  | .0  | .0   |
| 2003-04 | Miami     | 13 | 0  | 22.7 | .319 | .231 | .840 | 2.2 | 1.7 | .4  | .1  | 7.0  |
| 2006-07 | Houston   | 7  | 7  | 44.1 | .338 | .320 | .769 | 6.9 | 5.0 | 1.9 | .4  | 10.9 |
| 2007-08 | Houston   | 4  | 4  | 31.5 | .438 | .440 | .800 | 1.5 | 4.5 | 1.0 | .0  | 14.3 |
| Total   |           | 33 | 11 | 22.8 | .346 | .305 | .778 | 2.5 | 2.3 | .7  | .1  | 6.8  |